# GameShark

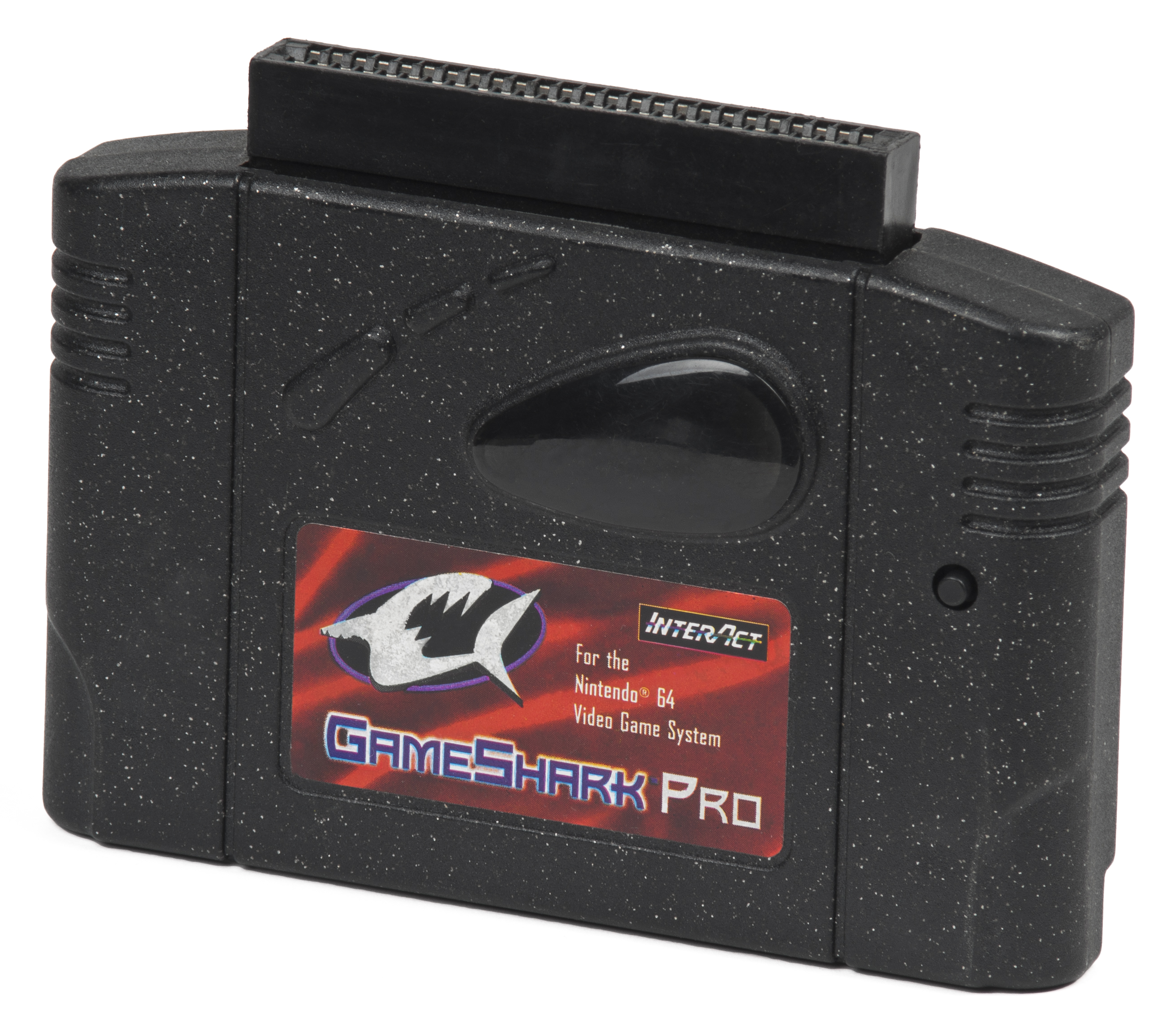
image d'une cartouche gameshark

GameShark est le nom de marque d'une gamme de cartouches de jeux vidéo de triche et d'autres produits pour consoles de jeux vidéo et ordinateurs fonctionnant sur Windows. Le nom de marque appartient actuellement à Mad Catz, qui a vendu des produits pour les consoles PlayStation, Xbox et Nintendo. Les joueurs chargent des codes de triche des disques ou cartouches GameShark dans la mémoire interne ou externe de la console, ce qui applique les systèmes de triche au lancement du jeu.

## Produits
Lorsque le GameShark original a été commercialisé, le produit intégrait 4 000 codes. Les codes pouvaient être entrés, mais, contrairement au Game Genie, les codes étaient sauvegardés dans la mémoire flash de l'appareil et pouvaient être accédés plus tard, plutôt que les réécrire. Les cartouches imitaient également des cartes mémoire. Il est commercialisé initialement pour la Sega Saturn et la PlayStation en janvier 1996. Un produit GameShark est sorti pour la Nintendo 64 en août 1997. Le GameShark de la Nintendo 64 débloque également le blocage régional, permettant aux jeux de n'importe quelle région d'être joué sur la même console.